# Довгий (потік)
Довгий (пол. Dołhy) — гірський потік в Україні, у Самбірському районі Львівської області на Галичині. Лівий доплив Либохори, (басейн Дністра).

## Опис
Довжина потоку приблизно 5,73 км, найкоротша відстань між витоком і гирлом — 4,29  км, коефіцієнт звивистості потоку — 1,34 . Формується багатьма безіменними гірськими струмками. Потік тече у гірському масиві Сколівські Бескиди (частина Українських Карпат).

## Розташування
Бере початок на північно-західній стороні від гори Гарасимоват (900 м). Тече переважно на південний схід між горами Клева (921 м) та Округла (921 м) і у селі Либохора впадає у річку Либохору, ліву притоку Стрию.